# Paolo Mossa
Paolo Mossa (Bonorva, província de Sàsser 1821 - 1892) fou un escriptor sard. Inicià els seus estudis a Bonorva i els continuà a la Universitat de Sàsser, però abandonà els estudis i tornà al seu poble per a dedicar- se a l'explotació de les terres familiars. Compromès amb les lluites polítiques de Sardenya de finals del segle xix, es va veure embolicat en rivalitats de terratinents i fou assassinat per tres sicaris quan tornava del camp. Va escriure nombrosos poemes en sard, publicats a la revista La Stella di Sardegna.

## Obres
- A su canariu de flora (1876)
- A Dori lontana (1876)
- Amore disisperadu: elegia a Gisella (1876)
- I chignons: scherzo (1876)
- Ripiegu vanu (1876)
- S'incontru fortunadu (1876)
- Baddemala: elegia (1878)
- Un'iscrupulu de cunsenzia (1878)
- In sa domo de campagna (1885)